# أسطورة القبايل
أسطورة القبايل (بالفرنسية: Mythe kabyle) هي سياسة فرنسية، حاولت استيعاب سكان القبايل إلى الثقافة الفرنسية أثناء استعمار الجزائر، بشكل رئيسي من عام 1870 إلى عام 1900. وقد استندت هذه السياسة إلى الاعتراف بالاختلافات الاجتماعية واللغوية التي يمكن أن تكون موجودة بين مناطق الجزائر، واستقراءها في كثير من الأحيان. ومع ذلك، وعلى الرغم من الهيمنة العسكرية على المنطقة في أعقاب ثورة المقراني في عام 1870، كان السجل العام لهذه السياسة فاشلا. على الرغم من كون التعليم أكثر من المناطق الأخرى وظهور نخبة مشبعة بقيم المدرسة الفرنسية، فإنها لن تمنع منطقة القبائل من أن تصبح المعقل الرئيسي للقومية الجزائرية وحركات إحياء الهوية البربرية.

## تأثير
ظهر انقسام مماثل في السياسة البربرية للمحمية الفرنسية في المغرب (1912-1956). وفقًا لإدموند بورك الثالث Edmund Burke III الذي وصفها بأنها "واحدة من أكثر جوانب علم الاجتماع الفرنسي للإسلام ديمومة ، فإن الأسطورة والانقسام العربي-البربر المفترض كان أساس للخطاب الاستعماري في شمال إفريقيا وأثرها غير الخطاب السياسي بعد الاستعمار أيضا.
ألف ألفريد روزنبرغ 1930 كتاب أسطورة القرن العشرين The Myth of the Twentieth Century، وهو حجر الأساس للفلسفة النازية ، يشمل البربر مع الآريين الاسكندنافيين والطبقات العليا في مصر القديمة كأجناس متفوقة متقدمة. يرجع هاذا لمعرفة روزنبرغ بأسطورة القبائل.

## ببليوغرافيا
- Karima Direche-Slimani, « Quand les missionnaires rencontrent l’islam berbère : cécité coloniale et malentendus dans l’Algérie de la fin du XIXe siècle », Pour une histoire critique et citoyenne, le cas de l’histoire franco-algérienne, ENS Lyon, 20 juin 2006 (lire en ligne)